# Bold (Band)
Bold ist eine US-amerikanische Hardcore-Punk-Band, die im Jahr 1985 in Katonah nördlich von New York gegründet wurde. Sie war neben Bands wie Youth of Today und Side by Side ein wichtiger Teil der Straight-Edge-Bewegung der 1980er Jahre.

## Bandgeschichte
Die Band wurde unter dem Namen Crippled Youth von Sänger und Gitarrist Matt Warnke, Bassist Tim Brooks und Schlagzeuger Drew Thomas gegründet. Nach einigen Auftritten, bei denen Warnke sang und die Gitarre spielte, trat Gitarrist John „Zulu“ Zuluaga der Band bei, sodass Warnke nur noch den Posten des Sängers einnahm. Sie veröffentlichten im Jahr 1986 eine 7"-EP namens Join the Fight bei dem kalifornischen Label New Beginning. Danach änderten sie ihren Namen in Bold um. Danach nahmen sie die LP Speak Out auf. Sie sollte über das kalifornische Label WishingWell Records veröffentlicht werden, wurde aber letztendlich im Jahr 1988 bei Revelation Records herausgebracht.
Später stieß mit Tom Capone (Shelter, Quicksand) ein zweiter Gitarrist zur Band. Zusammen nahmen sie im Jahr 1989 eine nach ihnen benannte 7"-Single auf, die insgesamt fünf Lieder umfasste. Sie wurde über Revelation Records veröffentlicht. Die Single wurde 1993 unter dem Namen Looking Back als 12"-Schallplatte veröffentlicht. Diese enthielt noch zwei zusätzliche Lieder. Die Band trennte sich im Jahr 1989 vorerst.
Im Jahr 2005 fand die Band wieder zusammen. Warnke übernahm den Gesang, Capone die E-Gitarre, Brooks den Bass und Vinny Panza das Schlagzeug. John Porcelly, welcher bereits in den 1980er-Jahren mit der Band gespielt hatte, trat der Band später als zweiter Gitarrist bei. Sie spielte einige Konzerte und Revelation Records veröffentlichte die CD The Search: 1985-1989 im Jahr 2005, welche alle bisherigen Werke der Band enthielt. 2006 absolvierte die Band die erste Europa-Tournee ihrer Geschichte. Warnke and Porcelly verließen die Band im selben Jahr kurzzeitig, traten der Band jedoch bald wieder bei.
2019 ging die Band auf eine dreiwöchige Europa-Tournee und spielte dabei unter anderem auf dem belgischen Groezrock-Festival.

## Einzelheiten zu einigen Mitgliedern
- Matt Warnke sang für die Band One-Sided War in den späten 1990er-Jahren und gründete danach Running Like Thieves. Die Band war nach einem Lied von Bold benannt. Die Band veröffentlichte zwei EPs bei LiveWire Records.[7] Danach stieg er bei der Band aus und trat bei Bold, die sich inzwischen wiedervereint hatten, auf.

- Drew Thomas gründete 1990 die Band Into Another mit ex-Underdog-Sänger Richie. In den 1990er-Jahren veröffentlichten sie diverse Tonträger und trennten sich schließlich wieder. Thomas spielte auch Schlagzeug für The New Rising Sons. Die Band wurde von ex-Texas-Is-the-Reason-Mitglied Garret Klahn angeführt. Sie veröffentlichten zwei EPs bei dem Label Grape OS und unterzeichneten dann einen Vertrag bei Virgin Records. Die Band trennte sich wieder, noch bevor ein Album fertiggestellt wurde.

- Tom Capone spielte in den 1990er-Jahren in verschiedenen Bands, wie Quicksand, Handsome und Instruction. Danach spielte er kurzzeitig bei den wiedervereinten Bold.

- John Zuluaga spielt momentan bei The Hoof.[8]

## Diskografie

### Als Crippled Youth
- 1986: Join the Fight (Single, New Beginning)

### Als Bold
- 1988: Speak Out (Album, Revelation Records)
- 1989: Bold (Single, Revelation Records)

### Kompilationen
- 1993: Looking Back (Revelation Records)
- 2005: The Search: 1985-1989 (Revelation Records)